# Pod ochranou svatého Petra
Pod ochranou svatého Petra byla výstava zabývající se dějinami vztahů mezi Moravou a Svatým stolcem konaná od 9. listopadu do 27. listopadu 2021 v Moravském zemském archivu v Brně. Prostřednictvím písemností uložených v moravských archivech a knihovnách výstava tyto vztahy představila od počátků moravského křesťanství v 9. století po přelom 18. a 19. století. Současně byla ukázkou posunu ve způsobu výuky na univerzitách v posledním století směrem k moderní projektové výuce, jejíž výstupy mají vyvolat odezvu ve společnosti.
Výstavu doprovází stejnojmenný vědecký katalog Pod ochranou svatého Petra?: Morava a papežství ve středověku a raném novověku. První část publikace obsahuje odborné studie, jež chronologicky a strukturálně mapují různé stránky vzájemných vztahů mezi Moravou a papežstvím. Druhá se prostřednictvím samostatných hesel věnuje jednotlivým vystaveným předmětům.

## Vystavené dokumenty
- opis listu papeže Jana VIII. Industriae tuae z roku 880 v kopii papežských register z 11. století, opis listu papeže Štěpána V. z roku 885 Quia te zelo fidei v právním rukopisu vzniklém mezi polovinou 10. a první třetinou 11. století, Proglas - předmluva k překladu evangelia dochovaná v rukopise ze 13. století, Kyjevské listy - modlitební formule ze sakramentářové části Římského (Gregoriánského) misálu,
- údajný list papeže Symmacha (Pilgrimské falzum) dochovaný v rukopise z poloviny 12. století, opis listu papeže Řehoře VII. ze září 1074 pro moravského biskupa Jana v originálních papežských registrech, opisy tří listů papeže Evžena III. v rukopisu Sbírky kánonů Iva z Chartres (listy doplňují normativní kanonicko-právní rukopis) z poloviny 12. století, zápis k přepadení olomouckého biskupa Zdíka na cestě do Říma v análech hradišťsko-opatovických z druhé poloviny 12. století, protekční privilegium Evžena III. pro klášter sv. Jiří na Pražském hradě z dubna 1145, Granum catalogi praesulum Moraviae – jediná kronika středověkého olomouckého biskupství vzniklá po roce 1420, knížecí listina k založení louckého kláštera z října 1190, protekční privilegium Celestýna III. pro loucký klášter z dubna 1195,
- listina Inocence III. z dubna 1210 pro doprovod biskupa Roberta Olomouckého zmocňující jej netrestat své družiníky, kteří by během křížové výpravy do Svaté země vztáhli ruku na kleriky, listina Inocence IV. z března 1245 o suspenzi olomouckého biskupa Konráda, udělení výsady nosit před vysvěcením (biskupskou konsekrací) mitru a prsten pro olomouckého elekta Bruna z října 1245 Inocencem IV., relace olomouckého biskupa Bruna ze Schauenburku pro Lyonský koncil z asi prosince 1273,
- protekční privilegium Řehoře IX. ze srpna 1235 pro tišnovský klášter Porta Coeli neboli Brána nebes, odpustková listina papeže Řehoře IX. z února 1233 pro klášter augustiniánek v Doubravníku, protekční privilegium papeže Inocence III. z dubna 1208 pro velehradský klášter, potvrzení svobod a imunit tišnovskému klášteru z prosince 1295 (formulář Omnes libertates et immunitates),
- zpečetěný notářský instrument z února 1380 – listina kardinála Pilea di Prata o zrušení církevních trestů nad markrabětem Joštem, přísaha věrnosti olomouckého biskupa Lacka z Kravař papeži z asi listopadu 1402, ustanovení Jana Železného olomouckým biskupem z února 1418 (litterae cum filo canapis), jmenování Jana Železného kardinálem (prvním olomouckým) v červnu 1426 (litterae clausae), výzva Kalixta III. ze září 1455 Ladislavu Pohrobkovi k vyplacení města Kroměříže ze zástavy, papežské odpustky pro účastníky první pontifikální mše biskupa Stanislava Thurza z července 1497 (breve), honosná suplika Stanislava Thurza papežovi Lvovi X. z dubna 1515 (notářsky ověřený vidimus – ověřený opis sola signatura-supliky, písemné žádosti),
- exspektance Inocence VII. z listopadu 1404 pro Jana Vavřincova z Troskotovic (litterae cum serico), provizní mandát Jana XXIII. ze srpna 1410 pro Jana Vavřincova z Troskotovic (litterae cum filo canapis), kvitance Gilifortise de´ Buonconti z dubna 1462 pro olomouckého scholastika Jindřicha Ceringera (kvitance papežské komory – střediska financí středověkého papežství),
- kolektivní indulgence (odpustková listina) z listopadu 1323 pro kostel ve Slavkově, kolektivní indulgence z října 1325/prosince 1325 pro kostel Panny Marie na Starém Brně, odpustková listina Bonifáce IX. z července 1401 pro olomouckou katedrálu, výzva Inocence VIII. z února 1491 brněnské městské radě ohledně výběru peněz z odpustků (breve), kolektivní odpustková listina dvanácti kardinálů z dubna 1506 pro herburský klášter v Brně,
- papežská bula Bonifáce IX. z května 1400 – inkorporace kostela sv. Jakuba oslavanskému klášteru, mandát Jana XXIII. – soudní delegační reskript z dubna 1412 k ustanovení opata hradišťského kláštera delegovaným soudcem, transsumpt (ověřená reprodukce) šesti listin z května 1466 o výlučnosti katedrální školy v Olomouci (listina ve formě knihy), listina papeže Pavla II. z února 1466 o zřízení nižší školy při kostele sv. Mořice v Olomouci, listina Pavla II. z května 1466 potvrzující založení školy při farním kostele sv. Jakuba v Brně,
- udělení práva užívat přenosný oltář pro markraběte Jošta z ledna 1376, vidimus sola signatura-supliky olomoucké rodiny k papeži Lvovi X. z listopadu 1514, odpustková listina papežského legáta Raimunda Peraudiho z července 1489 na předtištěném formuláři,
- smíšený rukopis Jana Thabrarra z druhé třetiny 15. století, kanonicko-právní rukopisy notáře Jana Thabrarra (z roku 1454 a z první třetiny 14. století),
- polemický spis husity Šimona z Tišnova z roku 1416 proti dolanskému faráři Pavlovi z Prahy, polemický spis utrakvisty Martina Lupáče z roku 1462 proti papeži Piovi II., alegorický spis Hádání Pravdy a Lži z roku 1467 od Ctibora Tovačovského z Cimburka vydaný tiskem roku 1539,
- konzistoriální bula Pia IV. z listopadu 1560 svolávající tridentský koncil, dekrety tridentského koncilu (tisk z roku 1621), reformní nařízení papežského vizitátora pro klášter sv. Anny v Brně z února 1576 (soudobý opis listiny), list biskupa Stanislava Pavlovského z října 1591 o svolání synody, panovnický majestát Maxmiliána II. z prosince 1573 o založení olomoucké univerzity, bula z listopadu 1572 potvrzující fundaci jezuitského noviciátu v Brně Řehořem XIII., breve papeže Pia V. z března 1571 biskupu Vilémovi Prusinovskému z Víckova, testimonium prefekta římské jezuitské koleje z května 1593 o studiu Františka z Ditrichštejna, portrét kardinála Františka z Ditrichštejna z první poloviny 19. století, jmenování kardinála Františka z Ditrichštejna legátem se zmocněním sezdat krále Matyáše z října 1611, vyobrazení sňatku krále Matyáše za účasti kardinála Františka z Ditrichštejna z roku 1844, pochvala Adama z Ditrichštejna od Řehoře XIII. za rekatolizační úsilí z dubna 1583, poděkování obcí mikulovského panství ze srpna 1583 za provedení rekatolizace,
- listina z ledna 1622 k založení mikulovské kolegiátní kapituly, odpustková listina z června 1637 pro mikulovské bratrstvo Vzývání Početí Panny Marie, odpustková breve z března 1753 a z dubna 1753 pro loretánskou kapli a kostel sv. Václava v Mikulově,
- listiny z prosince 1777 ke jmenování Matyáše Chorinského brněnským biskupem, jmenování arcivévody Rudolfa Jana olomouckým pomocným biskupem v září 1805

## Studie

### Proměny papežské moci a budování moravské církve v raném středověku
- David Kalhous: České země, zdejší církev a papežství v 9.–12. století
- David Kalhous: Mojmírovská Morava a papežství
- David Kalhous: Papežství a Morava v 10.-11. století: vzdálená autorita
- Dalibor Havel: Olomoucká diecéze za episkopátu Jindřicha Zdíka (1126-1150) a římská kurie v zrcadle dochovaných písemností

### Prosazení papežské autority a její dialog s Moravou během dlouhého 13. století
- David Kalhous: Proměny 13. století
- Lukáš Führer: Plenitudo apostolicae potestatis a církevní správa olomouckého biskupství. Vztahy kurie k moravským biskupům a kléru ve 13. století
- Stanislav Bárta: Od Lyonu k Lyonu. Olomoucký biskup Bruno ze Schauenburku a papežská kurie
- Lukáš Führer: ...sub beati Petri et nostra protectione suscipímus. Proměny vztahů moravských klášterů a kurie ve 13. století
- Lukáš Führer: Papež jako iudex Ordinarius omnium? Moravské klášterya papežské soudnictví ve 13. století

### Epocha avignonského exilu, papežského schismatu, reformních koncilů a renesančních papežů
- Petr Elbel: Kurie, česká a moravská církev v pozdním středověku (úvodní zamyšlení)
- Petr Elbel: Papežství a olomoucké biskupství v pozdním středověku
- Petr Elbel: Kláštery a kostely, klerici a laikové
- Pavel Hruboň: Papežské soudnictví ve vrcholném a pozdním středověku a tři příklady sporů z Moravy
- Ondřej Schmidt: Moravané u papežské kurie v pozdním středověku
- Adam Pálka: Kritika papežství na pozdně středověké Moravě

### Doba reformace a protireformace, baroka a osvícenství
- Tomáš Černušák: Prolegomena ke vztahu papežství a římských císařů z rodu Habsburků v raném novověku
- Tomáš Černušák: Papežství a Morava v době předbělohorské
- Tomáš Černušák: Papežství a moravská církev v době třicetileté války a státem řízené rekatolizace
- Tomáš Parma: Papežství a proměny moravské církve v době josefínských reforem

### Papežské písemnosti, jejich geneze a formy
- Pavel Hruboň: Papežské listiny
- Pavel Hruboň: Expedice papežských listin
- Martin Roland: Krása a efekt: k otázkám vizuální podoby kuriálních dokumentů pro Moravu
- Tomáš Krejčík: Buly a pečeti papežů a kardinálů[5]